# کوزلودوی

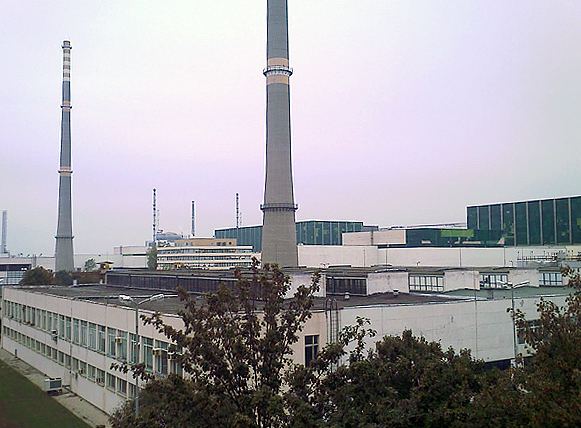
نمایی از نیروگاه اتمی شهر کوزلودوی در استان وراتسا، بلغارستان - ۲۰۰۷

کوزلودوی شهری در استان وراتسا کشور بلغارستان است که جمعیت آن در سال ۲۰۰۱ میلادی ۱۴٬۸۷۱ نفر بوده‌است.